# Episodi di Curb Your Enthusiasm (ottava stagione)
L'ottava stagione della serie televisiva Curb Your Enthusiasm è stata trasmessa in prima visione negli Stati Uniti dal 10 luglio all'11 settembre 2011 su HBO.
In Italia la stagione è attualmente inedita.
| nº | Titolo originale         | Titolo italiano | Prima TV USA      | Prima TV Italia |
| -- | ------------------------ | --------------- | ----------------- | --------------- |
| 1  | The Divorce              |                 | 10 luglio 2011    |                 |
| 2  | The Safe House           |                 | 17 luglio 2011    |                 |
| 3  | Palestinian Chicken      |                 | 24 luglio 2011    |                 |
| 4  | The Smiley Face          |                 | 31 luglio 2011    |                 |
| 5  | Vow of Silence           |                 | 7 agosto 2011     |                 |
| 6  | The Hero                 |                 | 14 agosto 2011    |                 |
| 7  | The Bi-Sexual            |                 | 21 agosto 2011    |                 |
| 8  | Car Periscope            |                 | 28 agosto 2011    |                 |
| 9  | Mister Softee            |                 | 4 settembre 2011  |                 |
| 10 | Larry vs. Michael J. Fox |                 | 11 settembre 2011 |                 |